# Râul Izvorul Galațului
Râul Izvorul Galațului este un curs de apă, afluent al râului Anieșul Mare. 

## Hărți
- Harta Munții Rodnei  Arhivat în 22 iulie 2020, la Wayback Machine.
- Harta Munții Rodnei